# Bùi Văn Khánh
Bùi Văn Khánh (sinh năm 1964), người dân tộc mường, là chính trị gia Việt Nam. Ông từng giữ chức vụ Phó Bí thư Tỉnh ủy, Chủ tịch Ủy ban nhân dân tỉnh Hòa Bình.

## Tiểu sử
Ông Bùi Văn Khánh sinh ngày 8 tháng 10 năm 1964, người dân tộc kinh, quê quán tại huyện Vĩnh Bảo, thành phố Hải Phòng. Ông hiện thường trú tại tỉnh Hòa Bình, tỉnh Hòa Bình.
Ông Bùi Văn Khánh có bằng Tiến sĩ Kinh tế.
Ông là đảng viên Đảng Cộng sản Việt Nam, có bằng Cao cấp lí luận chính trị của đảng này.
Ông từng là cán bộ ngân hàng nhà nước tỉnh Hòa Bình, cán bộ kho bạc tỉnh Hòa Bình.
Ông Bùi Văn Khánh từng giữ các chức vụ sau: Phó Chủ tịch Ủy ban nhân dân tỉnh Hòa Bình, Phó Giám đốc Sở Tài chính thành phố Hải Phòng, Giám đốc Sở Khoa học và Công nghệ tỉnh Hòa Bình.
Từ tháng 8 năm 2014 đến tháng 7 năm 2019, ông Bùi Văn Khánh là Ủy viên Ban Thường vụ Tỉnh ủy Hòa Bình, Phó Chủ tịch Ủy ban nhân dân tỉnh Hòa Bình.
Tháng 7 năm 2019, Ông Bùi Văn Khánh được phân công làm Phó Bí thư Tỉnh ủy Hòa Bình.
Tại kì họp thứ 9 Hội đồng nhân dân tỉnh Hòa Bình khóa 16 nhiệm kì 2016-2021 diễn ra từ ngày 17 đến ngày 19 tháng 7 năm 2019, Ông Bùi Văn Khánh được bầu giữ chức vụ Chủ tịch Ủy ban nhân dân tỉnh Hòa Bình nhiệm kì 2016-2021.
Ngày 5 tháng 8 năm 2019, Thủ tướng Nguyễn Xuân Phúc phê chuẩn chức vụ Chủ tịch Ủy ban nhân dân tỉnh Hòa Bình đối với ông Bùi Văn Khánh (Quyết định 968/QĐ-TTg).
Ngày 17 tháng 12 năm 2024, Ban Thường vụ Tỉnh ủy Hòa Bình cho biết ông Khánh có đơn xin nghỉ công tác ngày 3/12 và 8 ngày sau được Ban Bí thư đồng ý.